# Хатценпорт
Хатценпорт (нем. Hatzenport) — община в Германии, в земле Рейнланд-Пфальц. 
Входит в состав района Майен-Кобленц. Подчиняется управлению Унтермозель.  Население составляет 648 человек (на 31 декабря 2010 года). Занимает площадь 3,77 км².